# Warrnambool
Warrnambool est une ville de l'État australien du Victoria, située en bordure de la Grande Baie australienne, à l'extrémité ouest de la Great Ocean Road et à 256 kilomètres de Melbourne environ par la Princes Highway. Elle comptait 28 150 habitants en 2006.

## Tourisme
Cette ville est une destination touristique populaire grâce à ses plages, ses jardins botaniques et la proximité de la Great Ocean Road. En hiver, on peut régulièrement apercevoir des baleines en provenance de l'Antarctique, qui viennent donner naissance à leurs baleineaux dans les eaux plus chaudes d'Australie.

## Sport
Parmi les évènements de la ville, il faut noter l'arrivée de l'une des plus anciennes courses d'endurance cyclistes au monde, la Melbourne to Warrnambool Classic, qui se court en octobre depuis 1895.

## Économie
Warrnambool constitue un pôle de services et d'emplois pour la région alentour. Parmi les activités, on peut citer l'Université Deakin.

## Géographie

### Climat
Warrnambool a un climat océanique sur le bod d'un climat méditerranéen (Köppen: Cfb/Csb) avec des étés tièdes et assez secs et des hivers frais et relativement humides. Les temps maximales varient de 24,6 ºC en janvier et en février à 13,5 ºC en juillet; tandis que les temps minimales rangent de 12,4 ºC en février à 5,5 ºC en juillet. La pluviométrie est modérée: 735,0 mm par an, mais elle est vraiment fréquente: avec 192.8 jours pluvieux. Évidemment, la ville n'est pas ensoleillée, parce qu'elle expérience 204.1 jours nuageux et seulement 31.6 jours clairs annuellement. La température la plus élevée enregistrée est de 44,8 ºC le 7 février 2009, tandis que la température la plus basse est de −3,4 ºC le 10 juin 2006.
| Mois                                  | jan.      | fév.      | mars      | avril     | mai       | juin      | jui.      | août      | sep.      | oct.      | nov.      | déc.      | année           |
| ------------------------------------- | --------- | --------- | --------- | --------- | --------- | --------- | --------- | --------- | --------- | --------- | --------- | --------- | --------------- |
| Température minimale moyenne (°C)     | 12        | 12,4      | 11        | 9,1       | 7,4       | 5,9       | 5,5       | 5,9       | 6,8       | 7,5       | 9,2       | 10,3      | 8,6             |
| Température maximale moyenne (°C)     | 24,6      | 24,6      | 23,1      | 19,9      | 16,5      | 14,1      | 13,5      | 14,4      | 16,1      | 18        | 20,4      | 22,5      | 19              |
| Record de froid (°C) date du record   | 2,3 2009  | 1,8 2011  | 2 2002    | 0 1999    | −1,7 2021 | −3,4 2006 | −2,4 2024 | −1,4 2003 | −1,7 2015 | −1,4 2006 | 0,8 2006  | 1,3 2006  | −3,4 10/06/2006 |
| Record de chaleur (°C) date du record | 44,3 2019 | 44,8 2009 | 40,9 2019 | 35,6 2014 | 27,9 2013 | 22,4 2005 | 18,5 2018 | 22,9 2007 | 27,8 2023 | 32,7 2015 | 38,3 2012 | 44,2 2019 | 44,8 07/02/2009 |
| Précipitations (mm)                   | 38,9      | 30,5      | 45,2      | 52,8      | 74,6      | 79,3      | 83,8      | 89,1      | 73,2      | 70,7      | 51,6      | 45,3      | 735             |
| Nombre de jours avec précipitations   | 8,8       | 8,7       | 12,7      | 15,7      | 20,2      | 20,2      | 21,8      | 21,7      | 19,2      | 17,8      | 13,8      | 12,2      | 192,8           |
| Humidité relative (%)                 | 56        | 57        | 58        | 61        | 71        | 76        | 76        | 73        | 72        | 68        | 66        | 58        | 66              |

### Nature

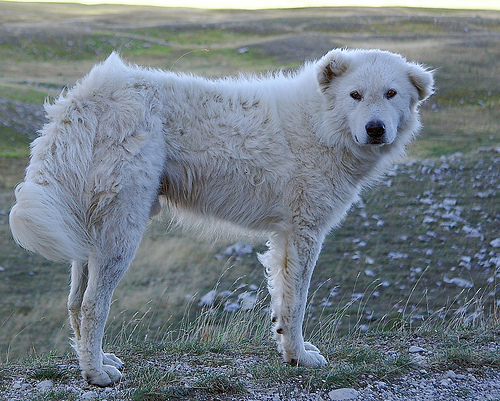
Le projet Maremme vise à faire protéger les manchots par des chiens berger de Maremme

A proximité de la ville se trouve la petite île de Middle Island, qui constitue une zone de protection et de reproduction pour des colonies de Manchots pygmées (Eudyptula minor) et de Puffins à bec grêle (Puffinus tenuirostris).
L'île étant accessible à pied sec lors des marées basses, des prédateurs tels que renards roux et chiens errants ont, par le passé, mis en péril la colonie de manchots, dont le nombre de spécimens s'est réduit de 800 individus environ à seulement 10 couples en 2005.
Le projet Maremme, initié par le fermier Swampy Marsh, vise à faire protéger les manchots par des chiens berger de Maremme. Ce projet a permis à la colonie de se repeupler pour atteindre près de deux cents individus en 2016,.
Le film Opération Pingouins (Oddball en version originale), sorti en 2016 au cinéma, est inspiré de ce projet.

## Personnalités liées à la ville

### Naissances
- Joel O'Keeffe - né en 1985, chanteur et guitariste du groupe hard rock Airbourne
- Ryan O'Keeffe - né en 1986, batteur du groupe hard rock Airbourne

## Galerie

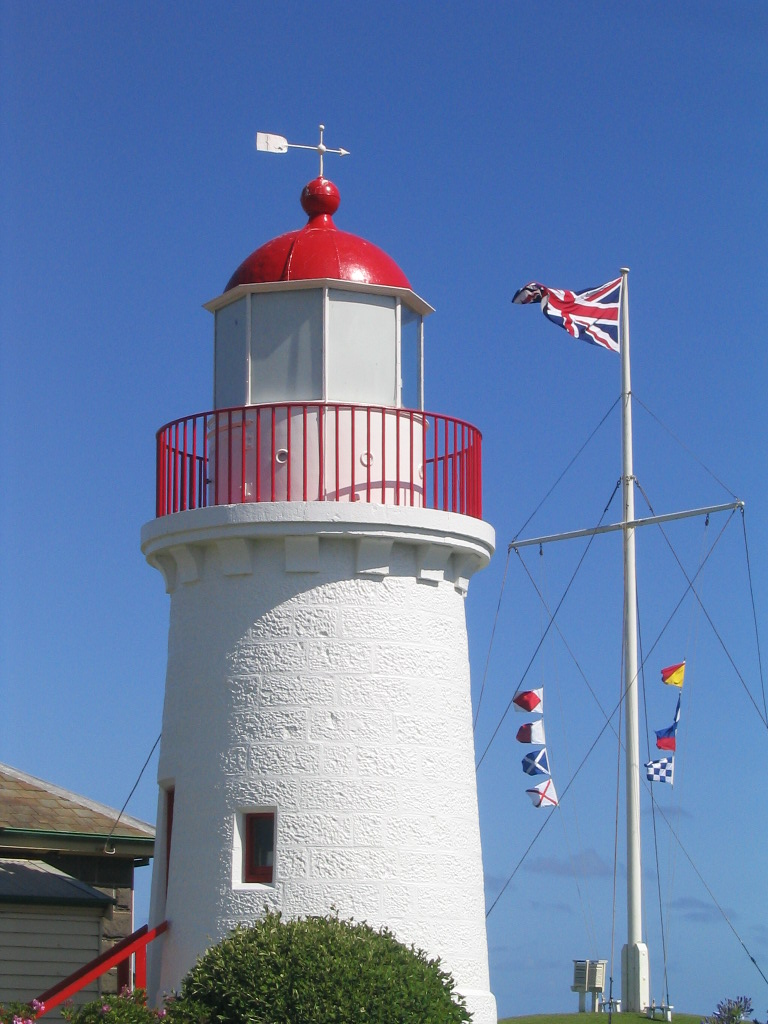
Le phare